# Joe Simmonds
Joe Simmonds, nacido el 19 de diciembre de 1996 en Torquay (Inglaterra), es un jugador inglés de rugby, que juega en la posición de apertura para el club Section Paloise. Su hermano mayor, Sam Simmonds, también rugbista, juega para el Montpellier HR.

## Biografía

### Juventud y formación
Joe Simmonds nació el 19 de diciembre de 1996 en Torquay, una ciudad costera ubicada en el Devon, en el Sur de Inglaterra. Es hijo de David, pescador, y Nicola, peluquera. Junto a su hermano mayor, Sam Simmonds, creció en Teignmouth, donde ambos iniciaron su carrera deportiva en el club local, Teignmouth R.F.C..
Aunque de joven era un apasionado del fútbol y un ferviente seguidor del Manchester United, Joe finalmente se inclinó hacia el rugby . Se especializó como apertura, rompiendo con la tradición familiar, ya que su padre, su tío y su hermano mayor jugaban como alas.
Estudió en Ivybridge Community College, al igual que su hermano, y fue descubierto por los ojeadores del Exeter. En 2015, se unió a la academia de los Chiefs,reuniéndose con su hermano.
Inicio de carrera en Exeter (2016-2023)
Durante la temporada 2015-16, Joe Simmonds fue cedido por Exeter al equipo Taunton R.F.C.. En ese mismo periodo, fue convocado para representar a la Selección juvenil de rugby de Inglaterra en el Seis Naciones M20 2016.
Debutó profesionalmente al inicio de la temporada 2016-17, en un partido de la Anglo-Welsh Cup el 05 de noviembre de 2016 contra Harlequins en Sandy Park. Luego fue cedido al Plymouth Albion,  equipo de tercera división inglesa. Regresó a Exeter para la parte final de la temporada y ayudó a los Chiefs a llegar a la final de la Anglo-Welsh Cup.En la final, enfrentaron a Leicester, pero perdieron 12-16.
Durante la temporada 2019-2020, asumió la capitanía del equipo en la European Rugby Champions Cup 2019-20, llevando al equipo al título tras vencer al Racing 92. Exeter también logró ganar la final de la Premiership, completando un histórico doblete.
Traslado a Francia (2023-)
Después de siete temporadas en Exeter, donde anotó más de 1,000 puntos, Joe Simmonds decidió dejar Inglaterra. Firmó con la Section Paloise para la temporada 2023-24 con un contrato de dos años.
Desde su llegada, se consolidó rápidamente como el apertura titular del equipo. Encadenó tres titularidades consecutivas en el Top 14 al inicio de la temporada. Aunque aún no domina perfectamente el francés, su adaptación fue fluida, facilitada especialmente por la presencia de su compatriota, el medio scrum internacional Dan Robson. 
Durante su primera temporada en el Top 14, Joe Simmonds confirmó su estatus como jugador clave. Participó en 24 encuentros, 23 de ellos como titular, y terminó la temporada como máximo anotador del campeonato con 246 puntos. También fue el jugador con más minutos acumulados en la competición.
Simmonds renovó su contrato con la Section en septiembre de 2024, comprometiéndose por dos temporadas más, hasta 2028.

## Palmarés

### Exeter Chiefs
- Campeón de la Premiership Rugby en 2017 y 2020.
- Subcampeón del Premiership Rugby en 2018, 2019 y 2021.
- Campeón de la Copa Anglo-Galesa en 2018.
- Subcampeón de la Copa Anglo-Galesa en 2017.
- Campeón de la European Rugby Champions Cup en 2020.

### Distinciones personales
- Máximo anotador de la Copa de Europa en 2020 (95 puntos)
- Máximo anotador del Campeonato de Francia en 2024 (246 puntos)

## Decoraciones
- Orden del Imperio Británico (2021)